# إدوارد جاي وود
إدوارد جاي وود (بالإنجليزية: Edward J. Wood)‏ هو مبشر أمريكي، ولد في 27 أكتوبر 1866، وتوفي في 24 أبريل 1956.